# Борис Колев
Борис Стоянов Колев е български художник.

## Биография
Борис Колев е роден на 3 юли 1906 г. в град Кюстендил. Завършва Художествената академия – София, специалност живопис, при проф.Цено Тодоров (1932). Специализира история на изкуството във Виена, при проф. Залозиески (1943 – 44).
Работи като преподавател по рисуване в Пещера, Мездра и София (1934 – 45). Секретар на СБХ (1948 – 51). От 1945 г. е преподавател, от 1946 г. доцент, а през 1950 г. е професор по рисуване и завеждащ катедра „Рисуване“ при Висшия Ижинерно-Строителен Институт, декан на Архитектурния факултет (1968 – 70).
Борис Колев работи предимно в областта на пейзажа, портрета и фигуралната композиция. Урежда 15 самостоятелни изложби в София (1934, 1942, 1947, 1949, 1950 1951, 1956, 1957, 1969, 1976), Мездра (1938, 1975), Кюстендил (1962, 1977), Благоевград (1965), Трявна (1966). Участва в общите изложби на СБХ, на Дружеството на новите художници (на което е един от основателите) и в 6 изложби на художниците от Кюстендил. Автор на 16 монографии, ръководства, 50 рецензии и трудове из областта на изкуството. Като художествен критик и изкуствовед пише повече от 400 статии за изложби и по въпроси на изкуството, публикувани в периодични издания в България и в чужбина.

## Отличия
Заслужил деятел на културата (1977), член на СБХ от основаването му. Носител на орден „Кирил и Методий“ I ст. (1959), „Народен орден на труда“ сребърен (1966), „Червено знаме на труда“ (1966, 1977), „НРБ“ II ст. (1970).